# Memorial Cup 2010
Der Memorial Cup 2010 war die 92. Ausgabe des gleichnamigen Turniers. Teilnehmende Mannschaften waren als Meister ihrer jeweiligen Ligen die Windsor Spitfires (Ontario Hockey League), die Moncton Wildcats (Québec Major Junior Hockey League), die Calgary Hitmen (Western Hockey League) und, als Gastgeber automatisch qualifiziert, die Brandon Wheat Kings (Western Hockey League). Das Turnier fand vom 14. bis 23. Mai im Westman Place in Brandon, Manitoba statt. Das Turnier wurde in Kanada landesweit auf Rogers Sportsnet im Fernsehen übertragen. In den Vereinigten Staaten waren die Spiele auf NHL Network verfügbar.
Die Windsor Spitfires gewannen nach einem deutlichen Finalsieg gegen die gastgebende Mannschaft Brandon Wheat Kings ihren zweiten Memorial Cup in Folge.

## Ergebnisse

### Gruppenphase
| 14. Mai 2010 19:20 Uhr | Windsor Spitfires Kenny Ryan (2:01) Scott Timmins (3:25) Adam Henrique (4:27) Taylor Hall (4:45) Taylor Hall (18:23) Adam Henrique (21:15) Scott Timmins (26:47) Dale Mitchell (34:49) Zack Kassian (36:21) | 9:3 (5:0, 4:1, 0:2) Spielbericht | Brandon Wheat Kings Aaron Lewadniuk (34:57) Matt Calvert (40:35) Jay Fehr (53:28) | Westman Place, Brandon Zuschauer: 5.381 |

| 15. Mai 2010 14:15 Uhr | Calgary Hitmen Tyler Fiddler (38:52) Joel Broda (43:08) Giffen Nyren (54:15) Kris Foucault (56:29) Tyler Shattock (58:42) | 5:4 (0:1, 1:2, 4:1) Spielbericht | Moncton Wildcats Devon MacAusland (9:53) David Savard (27:42) Alex Saulnier (34:11) Alex Saulnier (48:48) | Westman Place, Brandon Zuschauer: 5.123 |

| 16. Mai 2010 14:10 Uhr | Brandon Wheat Kings Toni Rajala (10:14) Toni Rajala (28:17) Brayden Schenn (32:19) Brent Raedeke (42:24) | 4:0 (1:0, 2:0, 1:0) Spielbericht | Moncton Wildcats | Westman Place, Brandon Zuschauer: 5.215 |

| 17. Mai 2010 19:10 Uhr | Calgary Hitmen Jimmy Bubnick (31:43) Jimmy Bubnick (34:56) | 2:6 (0:2, 2:1, 0:3) Spielbericht | Windsor Spitfires Dale Mitchell (2:38) Taylor Hall (3:55) Justin Shugg (28:15) Taylor Hall (40:12) Kenny Ryan (56:56) Adam Wallace (59:19) | Westman Place, Brandon Zuschauer: 5.201 |

| 18. Mai 2010 19:10 Uhr | Moncton Wildcats Randy Cameron (18:36) Scott Brannon (42:32) Brandon Gormley (43:01) | 3:4 n. V. (1:1, 0:1, 2:1, 0:1) Spielbericht | Windsor Spitfires Cam Fowler (19:52) Justin Shugg (25:09) Stephen Johnston (44:47) Eric Wellwood (72:22) | Westman Place, Brandon Zuschauer: 5.160 |

| 19. Mai 2010 19:10 Uhr | Brandon Wheat Kings Jay Fehr (3:44) | 1:5 (1:5, 0:0, 0:0) Spielbericht | Calgary Hitmen Kris Foucalt (3:15) Kris Foucalt (6:36) Cody Beach (13:47) Jimmy Bubnick (14:54) Tyler Shattock (16:50) | Westman Place, Brandon Zuschauer: 5.280 |

#### Abschlusstabelle
| Pl. |                                                        | Sp. | S | N | Pkt. | Tore  | Diff. |
| --- | ------------------------------------------------------ | --- | - | - | ---- | ----- | ----- |
| 1.  | Windsor Spitfires (Ontario Hockey League)              | 3   | 3 | 0 | 6    | 19:08 | +11   |
| 2.  | Calgary Hitmen (Western Hockey League)                 | 3   | 2 | 1 | 4    | 12:11 | +1    |
| 3.  | Brandon Wheat Kings (Gastgeber; Western Hockey League) | 3   | 1 | 2 | 2    | 08:14 | −6    |
| 4.  | Moncton Wildcats (Québec Major Junior Hockey League)   | 3   | 0 | 3 | 0    | 07:13 | −6    |

Abkürzungen: Pl. = Platz, Sp. = Spiele, S = Siege, N = Niederlagen, Pkt. = Punkte, Diff. = Tordifferenz

Erläuterungen: Qualifiziert für das Finale, Qualifiziert für das Halbfinale

### Halbfinale
| 21. Mai 2010 19:10 Uhr | Brandon Wheat Kings Alexander Urbom (21:35) Matt Calvert (31:58) Travis Hamonic (39:49) Colby Robak (45:09) Jay Fehr (63:16) | 5:4 n. V. (0:2, 3:1, 1:1, 1:0) Spielbericht | Calgary Hitmen Joel Borda (15:34) Ian Schultz (15:43) Tyler Fiddler (29:43) Michail Fissenko (54:48) | Westman Place, Brandon Zuschauer: 5.235 |

### Finale
| 23. Mai 2010 18:20 Uhr | Brandon Wheat Kings Matt Calvert (28:16) | 1:9 (0:2, 1:4, 0:3) Spielbericht | Windsor Spitfires Adam Henrique (6:34) Eric Wellwood (19:27) Taylor Hall (24:34) Greg Nemisz (28:56) Marc Cantin (31:36) Cam Fowler (36:52) Zack Kassian (45:42) Adam Henrique (49:44) Dale Mitchell (55:40) | Westman Place, Brandon Zuschauer: 5.609 |

## Spieler

### Memorial-Cup-Sieger
| Memorial-Cup-Sieger Windsor Spitfires | Torhüter: Philipp Grubauer, Troy Passingham Verteidiger: Marc Cantin, Mark Cundari, Craig Duininck, Ryan Ellis, Cam Fowler, Saverio Posa, Harry Young Angreifer: Taylor Hall, Adam Henrique, Stephen Johnston, Zack Kassian, Derek Lanoue, Dale Mitchell, Greg Nemisz, Kenny Ryan, Justin Shugg, Scott Timmins, Adam Wallace, Eric Wellwood, James Woodcroft Cheftrainer: Bob Boughner General Manager: Warren Rychel |

### Beste Scorer
Abkürzungen: GP = Spiele, G = Tore, A = Assists, Pts = Punkte, PIM = Strafminuten
| Spieler        | Team                | GP | G | A | Pts | PIM |
| -------------- | ------------------- | -- | - | - | --- | --- |
| Taylor Hall    | Windsor Spitfires   | 4  | 5 | 4 | 9   | 2   |
| Adam Henrique  | Windsor Spitfires   | 4  | 4 | 4 | 8   | 4   |
| Jimmy Bubnick  | Calgary Hitmen      | 4  | 3 | 5 | 8   | 0   |
| Tyler Shattock | Calgary Hitmen      | 4  | 2 | 5 | 7   | 0   |
| Justin Shugg   | Windsor Spitfires   | 3  | 2 | 5 | 7   | 2   |
| Toni Rajala    | Brandon Wheat Kings | 5  | 2 | 5 | 7   | 0   |
| Kris Foucault  | Calgary Hitmen      | 4  | 3 | 3 | 6   | 0   |
| Dale Mitchell  | Windsor Spitfires   | 4  | 3 | 3 | 6   | 2   |
| Cam Fowler     | Windsor Spitfires   | 4  | 2 | 4 | 6   | 0   |
| Eric Wellwood  | Windsor Spitfires   | 4  | 2 | 4 | 6   | 0   |

### Beste Torhüter
Abkürzungen: GP = Spiele, W = Siege, L = Niederlagen, SA = Schüsse gehalten, GA = Gegentore, SO = Shutouts, GAA = Gegentorschnitt, Sv% = gehaltene Schüsse (in %), SO = Shutouts, TOI = Eiszeit (in Minuten)
| Spieler          | Team                | GP | W | L | SA  | GA | GAA  | Sv%  | SO | TOI    |
| ---------------- | ------------------- | -- | - | - | --- | -- | ---- | ---- | -- | ------ |
| Philipp Grubauer | Windsor Spitfires   | 4  | 4 | 0 | 120 | 9  | 2,14 | 93,0 | 0  | 252:00 |
| Shane Owen       | Moncton Wildcats    | 1  | 0 | 1 | 48  | 4  | 3,32 | 92,3 | 0  | 72:00  |
| Martin Jones     | Calgary Hitmen      | 4  | 2 | 2 | 147 | 15 | 3,71 | 90,7 | 0  | 242:00 |
| Jacob De Serres  | Brandon Wheat Kings | 5  | 2 | 2 | 140 | 22 | 4,66 | 86,4 | 1  | 283:00 |
| Nicola Riopel    | Moncton Wildcats    | 2  | 0 | 2 | 56  | 9  | 4,54 | 86,2 | 0  | 119:00 |

### Auszeichnungen

#### Spielertrophäen
| Auszeichnung                                           | Spieler      | Team                |
| ------------------------------------------------------ | ------------ | ------------------- |
| Stafford Smythe Memorial Trophy (Wertvollster Spieler) | Taylor Hall  | Windsor Spitfires   |
| Ed Chynoweth Trophy (Bester Scorer)                    | Taylor Hall  | Windsor Spitfires   |
| George Parsons Trophy (Fairster Spieler)               | Toni Rajala  | Brandon Wheat Kings |
| Hap Emms Memorial Trophy (Bester Torhüter)             | Martin Jones | Calgary Hitmen      |

#### All-Star-Team
| Angriff:      | Taylor Hall – Jimmy Bubnick – Matt Calvert |
| Verteidigung: | Travis Hamonic – Cam Fowler                |
| Tor:          | Martin Jones                               |